# Liste der denkmalgeschützten Objekte in Sankt Stefan ob Stainz
Die Liste der denkmalgeschützten Objekte in Sankt Stefan ob Stainz enthält die 6 denkmalgeschützten, unbeweglichen Objekte der Gemeinde Sankt Stefan ob Stainz im steirischen Bezirk Deutschlandsberg. Ab 2015 sind in ihr auch jene beiden Denkmäler enthalten, die in der mit St. Stefan zusammengeschlossenen Gemeinde Greisdorf lagen (in Gundersdorf gab es kein denkmalgeschütztes Objekt).

## Denkmäler
| Foto |                 | Denkmal                                                                              | Standort                                                        | Beschreibung | Metadaten |
| ---- | --------------- | ------------------------------------------------------------------------------------ | --------------------------------------------------------------- | --- | --- |
| ja   | Datei hochladen | Waldglashütte Glaserwiese HERIS-ID: 111824 Objekt-ID: 129834seit 2012                | Glaserwiese Standort KG: Greisdorf                              | Es handelt sich um die Reste einer um 1640 eingestellten Glashütte, für die eine Betriebsdauer von fünf Jahren angenommen wird. Erhalten sind zwei Schmelztiegel, Feuerungslüftungen, Aschenfall, Mischkoje und Kühlofen, auch die Lage des ursprünglichen Lärchenholzbodens ist zu erkennen. Einer der Schmelztiegel ist ungefähr 35 x 35 cm groß. Die Anlage wird als besterhaltene Glasofenanlage in Mitteleuropa geschildert. Die ergrabenen Fundstücke umfassen mehrere Kubikmeter an Glasresten, die teilweise auf die Mitarbeit italienischer Glasarbeiter deuten, aber auch Werkzeuge zur Glasherstellung. Die Funde lassen den Schluss zu, dass der Hüttenbetrieb plötzlich eingestellt wurde, auch der Fund mehrerer Gewehrkugeln deutet darauf hin. Da das Siegel (Petschaft) des Hüttenmeisters gefunden wurde, wird eine gewaltsame Auseinandersetzung innerhalb des Kreises der Glasmacher vermutet. Eine Publikation der Funde erfolgte im Band 2011 der Fundberichte aus Österreich (mit Zeichnung der Glasofenreste). Die Fundstelle ist durch eine Umbauung aus Holz geschützt, die als „Museum Waldglashütte“ eine Außenstelle des Burgmuseums Deutschlandsberg bildet. Am 26. November 2015 wurde hiefür bei einer Veranstaltung im Bundesdenkmalamt die Österreichische Denkmalschutzmedaille verliehen. Anmerkung: Die Fundstelle befindet sich auf einem Waldgrundstück am Reinischkogel, das zur EZ 132 KG 61214 Greisdorf (Anwesen vlg. Klugbauer) gehört. Es ist nur zu Fuß in ca. einer Viertelstunde vom Klugbauer aus erreichbar. | BDA-Hist.: Q37826946 Status: § 9-Feststellung Bodendenkmal Stand der BDA-Liste: 2025-06-30 Name: Waldglashütte Glaserwiese GstNr.: 1664 Glashütte Klugbauer Greisdorf                  |
| ja   | Datei hochladen | Mittelalterliche Wehranlage (Turmhügel) bei Lemsitz HERIS-ID: 77357 Objekt-ID: 90983 | Lemsitz Standort KG: Lemsitz                                    | Die Anlage bildete eine der ersten Befestigungen im Gebiet. Sie war im Kern romanisch und wird als Turmhügel interpretiert, der von Wassergräben, Wall und Graben umgeben war. Ihr Zentrum bestand aus einem circa neun mal sieben Meter großen unregelmäßig fünfeckigen Turm, der von einem Wall und einem Wassergraben umgeben war. Er war zumindest in seinen Fundamenten gemauert. Die Lemsitzer waren Dienstmannen der Herren von Wildon und Lehensnehmer des Erzbischofs von Salzburg. Im 17. Jahrhundert wird die Anlage nicht mehr erwähnt. Es sind nur mehr spärliche, schwer erkennbare Reste vorhanden. Die Stelle ist mit Wald und Gebüsch bewachsen, einige nicht öffentliche Fahrwege (nur für Geländefahrzeuge) führen hindurch. Aufgehendes Mauerwerk existiert nicht mehr, sondern nur Bodenunebenheiten und Verebnungen, die ohne fachkundige Führung schwer zu erkennen sind. Im Jahr 1190 sind in den Totenbüchern des Stifts Seckau ein Richter de Lemsnice und ein Niklas erwähnt, in der Kirche St. Stefan ob Stainz befindet sich der Grabstein eines Hans Lemsitzer aus dem Jahr 1436. Anmerkung: Das Gelände liegt im Westen des Ortes St. Stefan auf einem Grundstück der EZ 46 KG 61222 Lemsitz. | BDA-Hist.: Q38149086 Status: Bescheid Stand der BDA-Liste: 2025-06-30 Name: Mittelalterliche Wehranlage (Turmhügel) bei Lemsitz GstNr.: 600/3 Mittelalterliche Wehranlage Burg Lemsitz |
| ja   | Datei hochladen | Katholische Pfarrkirche St. Stefan HERIS-ID: 7851 Objekt-ID: 3794                    | St. Stefan ob Stainz 12 Standort KG: St. Stefan                 | Eine Kirche an diesem Ort ist 1203 erwähnt, eine Restaurierung von Pfarrhof und Kirche, auf welche das heutige Erscheinungsbild zurückzuführen ist, erfolgte 1625. Im Fuß des Kreuzes am Turm (der Turmkugel) sind Reliquien von rund 30 Heiligen deponiert. Das Langhaus des Kirchengebäudes ist im Kern romanisch, sein Gewölbe aus der Zeit um 1500. Das Kirchenschiff bildet eine vierjochige dreischiffige Halle mit Stern- und Netzrippengewölben. Der Chor wird in das 14. Jahrhundert datiert. Im Chor befinden sich ein gotischer Taufstein, eine Nische mit Renaissancearchitektur und vermauerte verstäbte Fenstergewände. Die Einrichtung der Kirche ist neugotisch aus den Jahren 1870–1880, einzelne Stücke sind älter (wie die Mariengruppe um 1760/70). Der Grabstein von Hans Lemsitzer stammt aus 1436, eine Glocke aus 1648. St. Stefan war die Stammpfarre des Gebietes und der Burg Lemsitz, sie wurde 1245 dem Stift Stainz inkorporiert und nach dessen Aufhebung 1748 wieder selbstständig. Die letzten Restaurierungen erfolgten (innen) 1973 und (außen) 1978. Anmerkung: Das Kirchengebäude liegt auf einem Grundstück der EZ 110 KG 61237 St. Stefan. | BDA-Hist.: Q27908826 Status: § 2a Stand der BDA-Liste: 2025-06-30 Name: Katholische Pfarrkirche St. Stefan GstNr.: .1/1 Pfarrkirche Sankt Stefan ob Stainz                             |
| ja   | Datei hochladen | Pfarrhof HERIS-ID: 7852 Objekt-ID: 3795                                              | St. Stefan ob Stainz 12 Standort KG: St. Stefan                 | Es handelt sich um einen barocken Bau mit zweigeschoßigen Pfeilerarkaden. Eine Rokoko-Stuckdecke mit dem Wappen des Stainzer Probstes Johann de Angelis und ein grün glasierter Rokoko-Ofen aus der Zeit um 1770/80 sind dokumentiert. Anmerkung: Das Gebäude liegt auf einem Grundstück der EZ 110 KG 61237 St. Stefan. | BDA-Hist.: Q37980882 Status: § 2a Stand der BDA-Liste: 2025-06-30 Name: Pfarrhof GstNr.: .2 Pfarrhof Sankt Stefan ob Stainz                                                            |
| ja   | Datei hochladen | Ehemalige Friedhofskapelle HERIS-ID: 7853 Objekt-ID: 3796                            | bei St. Stefan ob Stainz 12 (Pfarrhaus) Standort KG: St. Stefan | Die Kapelle enthält einen Marienaltar, Gebetbänke und Raum zur Aufbewahrung von Lampen, Kreuzen und anderen Gerätschaften, die bei Begräbnissen verwendet werden. Sie stammt aus dem 18. Jahrhundert. Anmerkung: Der Bau liegt auf einem Grundstück der EZ 110 KG 61237 St. Stefan. | BDA-Hist.: Q37980915 Status: § 2a Stand der BDA-Liste: 2025-06-30 Name: Ehemalige Friedhofskapelle GstNr.: .1/2 Ehemalige Friedhofskapelle Sankt Stefan ob Stainz.jpg                  |
| ja   | Datei hochladen | Grabhügel bei Mitterzirknitz HERIS-ID: 100350 Objekt-ID: 116573                      | Mitterzirknitz Standort KG: Zirknitz                            | Es handelt sich um latènezeitliche oder römische Gräber. Die Fundstelle liegt in einem Waldstück, in der Natur sind keine Details erkennbar. Ob Bodenunebenheiten auf die Grabhügel, auf späteres menschliches Einwirken oder auf natürliche Veränderungen zurückzuführen sind, ist ohne fachkundige Führung nicht unterscheidbar. Anmerkung: Die Stelle liegt in einem Gehölz am Hofererbergweg westlich von Kilometer 5 der Straße L 667 Pirkhofstraße vom Zirknitztal bei St. Stefan über Griggling nach Mooskirchen, einige Hundert Meter nordwestlich der Straßenkreuzung im Zirknitztal auf Grundstücken zweier Grundbuchskörper (Einlagezahlen): Nr. 730/2 in EZ 1 und 731/2 in EZ 228, beide KG 61249 Zirknitz. | BDA-Hist.: Q37784145 Status: Bescheid Stand der BDA-Liste: 2025-06-30 Name: Grabhügel bei Mitterzirknitz GstNr.: 730/2, 731/2 Grabhügel Mitterzirknitz                                 |

## Ehemalige Denkmäler
| Foto |                 | Denkmal                                           | Standort                            | Beschreibung | Metadaten |
| ---- | --------------- | ------------------------------------------------- | ----------------------------------- | --- | --- |
| ja   | Datei hochladen | Bauernhaus HERIS-ID: 7775 Objekt-ID: 3717bis 2024 | Rosenhof 69a Standort KG: Greisdorf | Das Gebäude ist das alte Wohnhaus des Bauernhofes vulgo Reiterbauer, errichtet im Stil der Mitte des 19. Jahrhunderts. Es liegt im Gebiet von Rosenhof. Der Bauer war einst Untertan der Herrschaft Stainz, an die Geld- und Naturalabgaben zu leisten waren. Ferner bestand noch eine tägliche Robotpflicht für eine Person. Anmerkung: Das Haus steht auf einem Grundstück der EZ 76 KG 61214 Greisdorf, auf seinem Grundstück war im Juli 2025 kein Denkmalschutz mehr vermerkt. | BDA-Hist.: Q37977318 Status: Bescheid Stand der BDA-Liste: 2024-06-15 Name: Bauernhaus GstNr.: .28/4 Bauernhaus Rosenhof, Greisdorf |